# Regnum (Nachrichtenagentur)

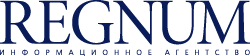
Logo Regnum

Die Nachrichtenagentur Regnum (Eigenschreibweise: REGNUM) ist ein russischer landesweiter Online-Nachrichtendienst, gegründet im Sommer 1999 von Modest Kolerow und Boris Sorkin (einer der bekannten Miteigentümer von EADaily). Er ist auf das Gebiet der ehemaligen Sowjetunion spezialisiert. Die Agentur verbreitet Inhalte von eigenen Korrespondenten, angeschlossenen Agenturen und Partnern. Laut Rusprofile.ru betrug der Umsatz des Unternehmens im Jahr 2019 etwa 1 Million Euro.
Am 28. Februar 2022 setzte die Europäische Union Kolerow im Zusammenhang mit dem russischen Überfall auf die Ukraine 2022 auf die schwarze Liste und ließ sein gesamtes Vermögen im Zugriffsbereich der EU einfrieren.

## Geschichte
Regnum ist als Massenmediendienst lizenziert.
Regnum berichtet über alle Regionen Russlands sowie die Nachbarländer in Europa, Zentralasien und im Südkaukasus. Pressezentren befinden sich in Moskau, Sankt Petersburg, Pskow, Archangelsk, Wologda, Barnaul, Krasnojarsk, Nowosibirsk, Kaluga und Eriwan (Armenien).
2014 erwarb Gazprom Media einen unbekannten Anteil an dem Unternehmen. Seitdem ist Julia Križanskaya Leiterin von Regnum. Kolerow hat dreimal in unterschiedlichen Perioden als Chefredakteur von Regnum fungiert. Konstatin Kazenin und Vigen Hakobjan, die später zu EADaily wechselten, waren auch als Chefredakteure tätig. Heute ist Kolerow Chefredakteur. Regnum ist eine eingetragene Marke, Zertifikatsnummer 262482.

## Kritik und EU-Sanktionen
Im August 2012 wurde Kolerow in Estland, Litauen und Georgien zur Persona non grata erklärt. Kolerow nutzte die Plattform für aggressive und voreingenommene propagandistische Narrative gegen die Staaten Estland und Ukraine. Er verbreitete Propaganda für die Annexion der Krim sowie für die Handlungen der Separatisten im Donezbecken. Die Ukraine stellte er häufig als faschistisches oder neonazistisches Land und als prowestliche Marionette dar. Die Ukraine sei ein künstliches Produkt von Lenin und Stalin, behauptete er. Russland solle die Existenz der Ukraine beenden, empfahl er. Kolerow schlug vor, die Ukraine unter den Nachbarländern aufzuteilen, da eine unabhängige Ukraine eine Bedrohung für Russland darstellen würde. Er plädierte für noch mehr russische Maßnahmen zugunsten der Separatisten in der Ostukraine und für die Anerkennung der sogenannten Volksrepubliken Donezk und Lugansk. Beweise für die militärische Unterstützung Russlands für die Separatisten negierte er. Die OSZE-Mission in der Ostukraine stellte er als voreingenommen dar, als Befehlsempfänger Kiews.